# Syntretus idalius
Syntretus idalius é uma espécie de insetos himenópteros, mais especificamente de vespas parasíticas pertencente à família Braconidae.
A autoridade científica da espécie é Haliday, tendo sido descrita no ano de 1833.
Trata-se de uma espécie presente no território português.